# Costantino (figlio di Teofilo)
Costantino (in greco Κωνσταντῖνος?; 831 – 835) è stato un principe bizantino. Appare nelle monete del padre con il titolo di despotes, anche se è possibile che sia stato incoronato imperatore subito dopo, dato che anche i suoi fratelli Tecla, Anna, Anastasia e il futuro Michele III furono incoronati poco dopo la loro nascita.

## Biografia
Costantino era il primogenito dell'imperatore Teofilo e di Teodora. Aveva cinque sorelle (Tecla, Anna, Anastasia, Pulcheria, Maria). Poiché Teofilo succedette al padre Michele II come basileus il 2 ottobre 829, Costantino divenne erede al trono. Poco dopo fu incoronato co-imperatore e compare come tale sulle monete del padre. Morì nell'infanzia e fu sepolto nella Chiesa dei Santi Apostoli a Costantinopoli.
Le date di nascita, incoronazione e morte sono poco chiare. Secondo il Prosopographie der mittelbyzantinischen Zeit nacque alla fine dell'820 e morì prima dell'831, ma i suoi genitori si incontrarono per la prima volta nel maggio dell'830 e si sposarono il mese successivo, il che suggerisce una data di nascita non anteriore all'831. In ogni caso, solo un imperatore è menzionato nel De ceremoniis per l'831; Costantino manca anche sulle monete coniate nell'831/32 e nell'832/33, anche se questo potrebbe significare che fu elevato a co-imperatore solo nell'833. Deve essere morto entro l'835, poiché in quell'anno Teofilo risulta senza eredi maschi (il fratello minore di Costantino, Michele III, sarebbe nato nell'840), situazione che Teofilo tentò di correggere dando in sposa la figlia neonata Maria al generale Alessio Mosele, che poco prima (forse già nell'831) era stato promosso a Cesare.